# Мокрушинский сельсовет (Канский район)
Мокрушинский сельсовет - сельское поселение в Канском районе Красноярского края.
Административный центр - село Мокруша.

## Население
| 2010 | 2012  | 2013  | 2014  | 2015  | 2016  | 2017  |
| ---- | ----- | ----- | ----- | ----- | ----- | ----- |
| 1687 | ↘1662 | ↘1597 | ↘1547 | ↘1517 | ↘1498 | ↗1499 |

## Состав сельского поселения
В состав сельского поселения входят 7 населённых пунктов:
| № | Населённый пункт | Тип населённого пункта       | Население |
| - | ---------------- | ---------------------------- | --------- |
| 1 | Алега            | деревня                      | ↘123      |
| 2 | Залесный         | посёлок                      | 154       |
| 3 | Ивантай          | деревня                      | ↘34       |
| 4 | Комаровский      | посёлок                      | 0         |
| 5 | Любава           | деревня                      | ↘129      |
| 6 | Мокруша          | село, административный центр | ↘930      |
| 7 | Николаевка       | деревня                      | ↘317      |

## Местное самоуправление
Мокрушинский сельский Совет депутатов
Дата избрания: 14.03.2010. Срок полномочий: 5 лет. Количество депутатов:  10
Глава муниципального образования
- Аверьянов Александр Павлович. Дата избрания: 2015. Срок полномочий: 5 лет